# 겐마이차

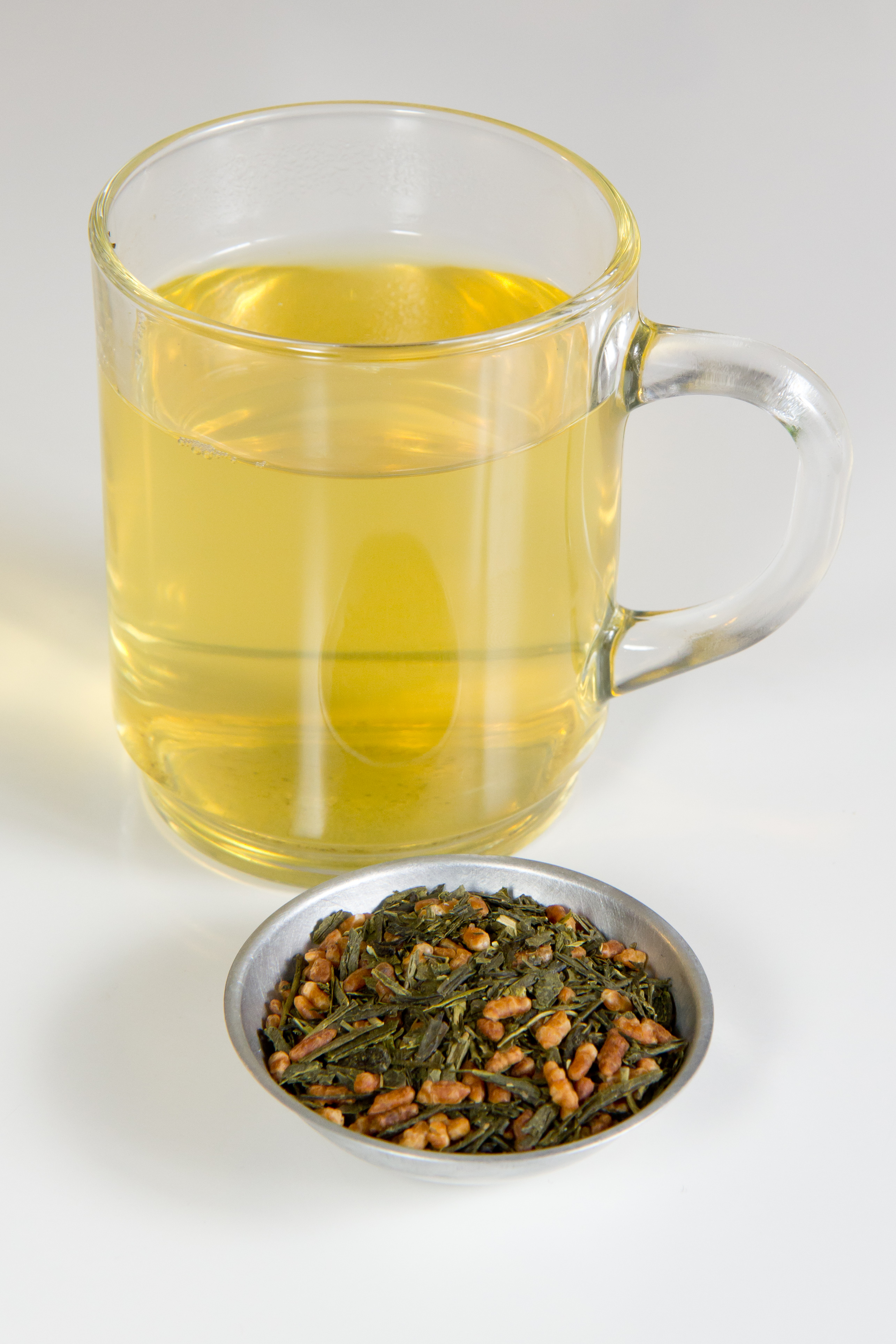

겐마이차(玄米茶, 현미차)는 녹차에 볶은 현미를 섞어 만든 일본 현미녹차이다. 볶는 과정에서 쌀알 몇 개가 튀어나와 팝콘과 비슷하기 때문에 구어적으로 '팝콘차'라고도 불리며, 쌀이 충전재 역할을 하고 차 가격을 낮추어 '국민차'라고도 한다. 역사적으로 가난한 일본인이 더 많이 마셨다. 오늘날 사회의 모든 계층은 겐마이차를 마신다. 또한 종교적인 목적으로 단식을 하거나 오랜 시간 식사 사이에 식사를 하는 사람들도 마셨다.
쌀의 설탕과 전분은 차에 따뜻하고 풍부하며 고소한 맛을 더해준다. 마시기 편하고 위장이 좋아진다고 한다. 겐마이차를 우려낸 차는 연한 노란색을 띕니다. 그 맛은 부드러우며 녹차의 신선한 풀 향과 볶은 쌀의 향이 결합되어 있다.
겐마이차에는 말차를 첨가한 제품도 판매된다. 이 제품은 맛차이리 겐마이차(抹茶入り玄米茶, 분말차를 첨가한 겐마이차)라고 한다. 맛차이리 겐마이차는 일반 겐마이차와 맛이 비슷하지만 맛이 더 강하고 연한 노란색보다 녹색에 더 가까운 경우가 많다.
한국에서는 매우 유사한 차를 현미녹차라고 부르며, 현미차라는 단어는 겐마이차의 어원으로 끓는 물에 구운 현미를 우려낸 것을 의미한다.

## 같이 보기
- 녹차
- 보리차